# John Silk

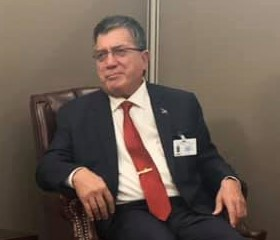
John M. Silk (2019)

John M. Silk (* 15. September 1956 in Kwajalein, Marshallinseln) ist ein Politiker der Marshallinseln.

## Biografie
Nach dem Schulbesuch studierte er von 1976 bis 1979 Rechtswissenschaften an der Regis University in Denver, USA. Nach seiner Rückkehr war er zunächst Herausgeber und Reporter des Marshall Islands Journal, ehe er zwischen 1981 und 1990 Rechtsberater der Mikronesischen Vereinigung für Rechtsdienstleistungen war. Danach war er erst bis 1993 Rechtsanwalt in der Kanzlei Stege and Associates, ehe er danach bis 2000 als selbständiger Rechtsanwalt tätig war.
Im Januar 2000 wurde er von Präsident Kessai Note zum Minister für Ressourcen und Entwicklung ernannt. Dieses Amt übte er für zwei Amtszeiten bis 2007 aus und musste sich in dem Amt 2003 auch mit einem wachsenden illegalen Fischfang und einer dadurch bedingten sinkenden Population von Haien im Bikini-Atoll befassen. Dann wurde er 2007 zum Senator und damit zum Mitglied des Oberhauses, dem Rat der Häuptlinge (Council of Iroij), gewählt. Dort vertritt er seitdem die Bewohner des Ebon-Atoll. In dieser Funktion setzte er sich im September 2008 auch gegen Kernwaffentests auf den Marshallinseln ein.
Am 27. März 2009 wurde er schließlich von Präsident Litokwa Tomeing zum Minister für Auswärtige Angelegenheiten ernannt. Im Januar 2012 wurde er von Phillip H. Muller abgelöst.
Seit Januar 2016 ist er erneut Außenminister unter Präsidentin Hilda Heine.